# Huimeng
Huimeng (kinesiska: 会盟, 会盟镇) är en köping i Kina. Den ligger i provinsen Henan, i den centrala delen av landet, omkring 92 kilometer väster om provinshuvudstaden Zhengzhou. Antalet invånare är 46 382. Befolkningen består av 23 759 kvinnor och 22 623 män. Barn under 15 år utgör 16,0 %, vuxna 15-64 år 72 %, och äldre över 65 år 11,0 %.
Genomsnittlig årsnederbörd är 666 millimeter. Den regnigaste månaden är juli, med i genomsnitt 134 mm nederbörd, och den torraste är december, med 7 mm nederbörd.